# Drei Höfe
Drei Höfe (im lokalen Dialekt Drü Hööf) ist eine politische Gemeinde im Bezirk Wasseramt des Kantons Solothurn in der Schweiz.
Die neue Gemeinde entstand am 1. Januar 2013 durch Zusammenschluss der ehemaligen Gemeinden Heinrichswil-Winistorf und Hersiwil.

## Geografie
Drei Höfe liegt im Schweizer Mittelland östlich der Schwemmebene der Emme im Südosten des Solothurner Wasseramtes. Die Gemeinde besteht aus den Siedlungen Heinrichswil, Mösli und Winistorf der früheren Gemeinde Heinrichswil-Winistorf und den beiden Siedlungen Hersiwil und Rütihof der früheren Gemeinde Hersiwil. Die Nachbargemeinden von Drei Höfe sind im Norden Oekingen, im Nordnordosten Horriwil, im Nordosten an einem Punkt Etziken, im Westnordosten Aeschi, im Osten Seeberg (BE), im Südosten Hellsau (BE), im Süden Höchstetten (BE), im Südwesten Willadingen (BE), im Westen  Recherswil und im Nordwesten Halten.